# Landu Mavanga
Landu Mavanga (Luanda, 4 de janeiro de 1990) é um futebolista profissional angolano que atua como guarda-redes.

## Carreira
Landu Mavanga representou o elenco da Seleção Angolana de Futebol no Campeonato Africano das Nações de 2013.